# 新狮街道
新狮街道是中国浙江省金华市婺城区下辖的一个街道，管辖金华市区城北沪昆铁路以北、尖峰山以南大部分范围。
新狮街道辖境清光绪年间分属金华县赤松乡、婺女乡，民国23年分属安狮乡、芙山乡、回元乡。后又称为望笑乡、芙狮乡。1950年10月分属新狮乡、联狮乡。1955年联狮乡并入新狮乡。1958年至1983年曾先后成为双龙人民公社新狮管理区、双龙人民公社新狮大队、新狮人民公社。1983年称金华市新狮乡。2002年7月乡政府驻地从十里牌楼村迁到河上桥，同年7月改制新狮街道。2001年6月成立城北工业园区，2004年3月改设城北综合区建设指挥部，2004年9月浙师大、玫瑰园社区划入本街道管辖。

## 辖区
该街道辖有：
五一社区、十里牌楼社区、道院塘社区、车头社区、勤俭社区、方井头社区、后垄社区、骆家塘社区、康村社区、柳湖社区、玫瑰园社区、浙师大社区、东方前城社区、沙溪村、唐村、下裴村、高村、杨家相村和姚垄村。

## 图片
- 柳湖花园
- 骆家塘
- 浙江师范大学
- 金华二中